# هوبرتوسبورگ

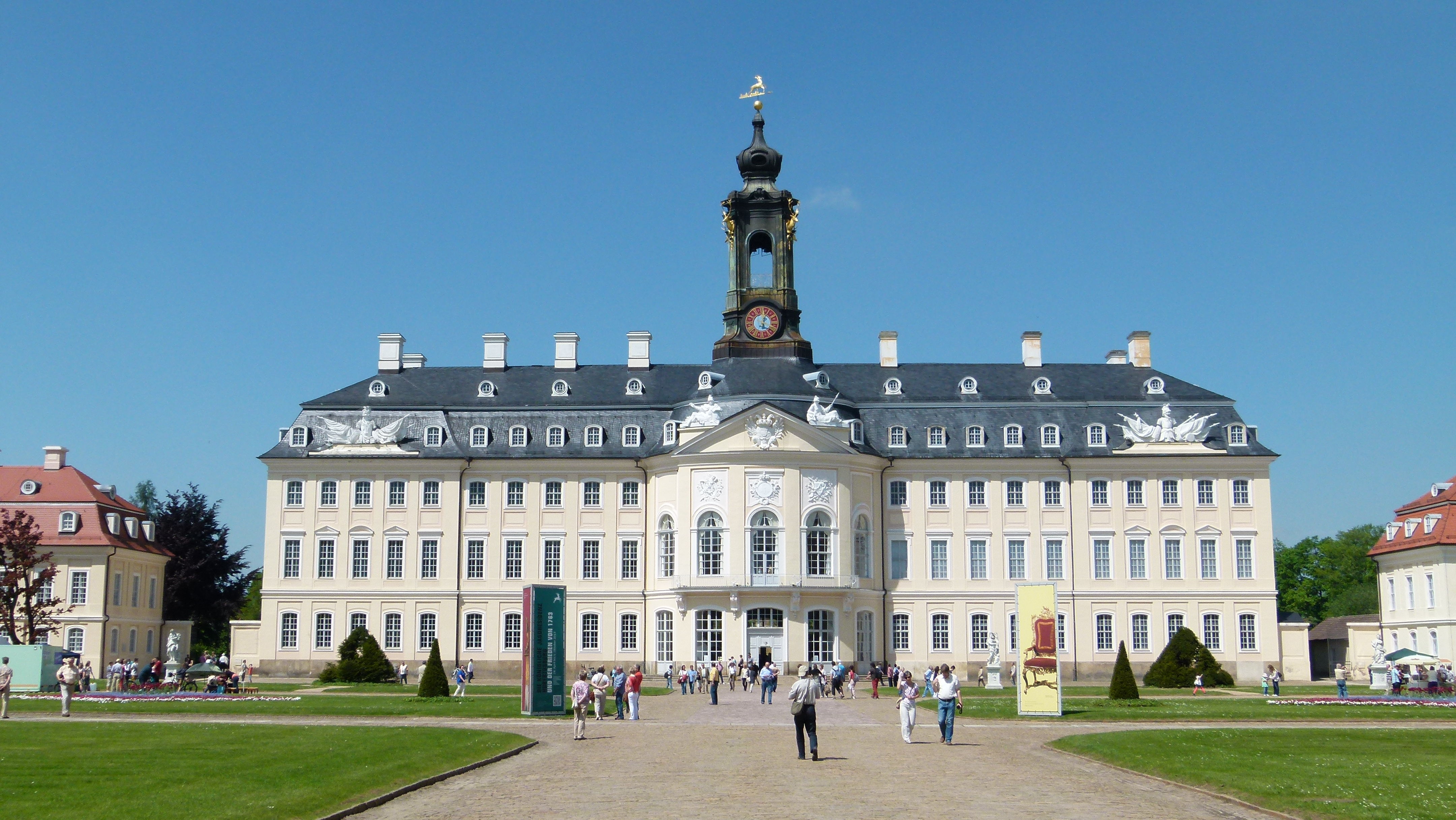
نمای اصلی

هوبرتوسبورگ (آلمانی: Hubertusburg) یک کاخ معماری روکوکو در زاکسن، آلمان است. این بنا از ۱۷۲۱ به بعد به دستور آگوست دوم لهستان ساخته شد، و پس از مرگ وی به عنوان محل اقامت پسرش آگوست سوم لهستان استفاده شد.
این کاخ به‌طور عمده برای امضای معاهده ۱۷۶۳ هوبرتسبورگ که به جنگ هفت‌ساله پایان داد، معروف است. این کاخ در شهرداری ورمسدورف در نزدیکی اشاتس واقع شده‌است.